# Juri Salnikov
Juri Salnikov, född den 6 juni 1950 i Tovuz i Azerbajdzjan, är en sovjetisk ryttare.
Han tog OS-guld i lagtävlingen i fälttävlan i samband med de olympiska ridsporttävlingarna 1980 i Moskva.